# Left Behind (canción)
«Left Behind» —en español: «Dejado atrás»— es una canción del grupo Slipknot. Fue lanzada el 29 de octubre de 2001 como el primer sencillo de su segundo álbum de estudio, Iowa.

## Recepción
«Left Behind» fue más comercialmente aceptado que «Wait and Bleed» y «Spit it Out», alcanzando el número 30 en el chart Mainstream Rock Tracks y el número 24 en el UK Singles Chart. La canción también fue nominada para el Premio Grammy para el mejor funcionamiento del metal en 2002, aunque perdió ante "Schism" de Tool.

## Video musical
El videoclip fue dirigido por Dave Meyers. Se enfoca en un muchacho joven que viene de su escuela al mercado de un hombre (Capaz el padre), en donde se pone una bata de carnicero y empieza a cortar carne con un cuchillo. Sale de ese lugar y se cruza a unos jóvenes que lo miran con desprecio, igualmente sigue de largo y se va a su precario hogar, donde se pone cereal en un plato y utiliza el agua del grifo pero esta sale sucia y/o contaminada, mientras mira Slipknot en una vieja televisión.
Durante todo esto va apareciendo la banda realizando la canción en un bosque muerto abandonado, el cielo se vuelve cada vez más nublado y oscuro mientras que la canción llega a ser más intensa y el video termina cuando los jóvenes de antes aparecen frente de la casa, donde le empiezan tirar piedras logrando romperle una de sus ventanas, los jóvenes se van de lugar y en ese momento empieza a llover fuertemente, la casa empieza a entrarle agua por la ventana rota, por el techo y se inunda. El chico intenta salir de ahí y se refugia en un sótano fuera de su casa para luego por alguna razón mancharse la cara de sangre de algún animal desconocido.
Esta última acción en el video original fue removido y solo se ve al chico bajar al sótano.

## Listado de canciones
| Promo CD |                                         |          |  |
| N.º      | Título                                  | Duración |  |
| 1.       | «Left Behind» (Alternate Version)       | 03:40    |  |
| 2.       | «Left Behind» (Album Version with Fade) | 03:40    |  |
| 3.       | «Left Behind» (Album Version)           | 04:06    |  |

| CD, Maxi-Single, Enhanced, Digipak |                                |          |  |
| N.º                                | Título                         | Duración |  |
| 1.                                 | «Left Behind»                  | 04:04    |  |
| 2.                                 | «Liberate» (Live)              | 04:27    |  |
| 3.                                 | «Surfacing» (Live)             | 05:10    |  |
| 4.                                 | «Left Behind» (Director's Cut) | Video    |  |